# Цзэн Чэн
Цзэн Чэн (кит. упр. 曾诚; 8 января 1987, Ухань, провинция Хэнань) — китайский футболист, вратарь клуба Суперлиги Китая «Гуанчжоу Эвергранд» на правах аренды выступающий за «Шанхай Гринлэнд Шеньхуа» и национальной сборной КНР.

## Карьера

### Клубная карьера
В профессиональной команде игрок выступал с 2004 года, подписав контракт с клубом «Ухань Оптикс Вэлли». Игрок не попадал в основной состав и чтобы получить больше игровой практики, следующий сезон Цзэн Чэн провёл в аренде в индонезийской команде «Персебая Сурабая», где регулярно выходил в основном составе. По возвращении в «Ухань Оптикс Вэлли» состоялся его дебют в матче чемпионата, когда в заключительной части чемпионата, 5 ноября 2005 года он вышел в стартовом составе против «Шанхай Шэньхуа», а его команда сыграла вничью 1-1. В течение нескольких сезонов Цзэн был дублером у Дэн Сяофэя, пока «Ухань» не потерял место в элитном чемпионате по итогам выступлений в 2008 году.
Перед началом сезона 2009 года Цзэн Чэн перешёл в команду китайской Суперлиги «Хэнань Констракшн», где он сразу же стал основным вратарем, а бывший первый номер Чжоу Яцзюнь сел на скамейку. Переход оказался удачным — команде удалось занять третье место и принять участие в Кубке чемпионов Азии, что для команды и игрока оказалось первым выступлением на таком уровне.
1 января 2013 года на правах свободного агента перешёл в клуб «Гуанчжоу Эвергранд».

### Международная карьера
Удачное выступление игрока в начале сезона 2009 года привлекло внимание тренеров национальной сборной Китая, которую возглавлял Гао Хунбо. Цзэн Чэн дебютировал на международной арене в товарищеском матче против сборной Ирана, который состоялся 1 июня 2009 года, а китайская сборная победила 1-0. После этой игры Цзэн стал вторым вратарем сборной после Ян Чжи и был включен в состав сборной на Чемпионат Восточной Азии по футболу 2010, на котором Китай завоевал золотые медали. Также включен в заявку сборной на Кубок Азии по футболу 2011 .
В сборной играет под номером 22.
3 июня 2012 года Цзэн играл против чемпионов Европы и мира сборной Испании и пропустил единственный гол на 84-й минуте, однако был отмечен национальной федерацией футбола.

## Достижения
Сборная Китая
- Чемпион Восточной Азии: 2010